# 村上よしゆき (漫画家)
村上 よしゆき（むらかみ よしゆき 、1981年9月4日 - ）は、日本の漫画家。愛知県名古屋市出身。血液型はB型。趣味は映画観賞。

## 概要
2003年デビュー作、『うるとら☆チャンプ』が第70回週刊少年マガジン新人漫画賞佳作を受賞。『週刊少年マガジン』2006年36・37合併号から初連載作品となる『新約「巨人の星」花形』を連載。
ペンネームは本名の一部をひらがなにしたもので、連載が始まる前に原作作画家の川崎のぼるを訪ねた際、「全部が漢字だと硬い」と言われたことから改めたものである。このことから、本人は「川崎のぼるが名付け親である」と公言している。
東日本大震災の被災者の支援にも取り組んでおり、他の漫画家と共同で東日本大震災チャリティ同人誌「pray for Japan」で執筆する。

## 作品リスト
- 『新約「巨人の星」花形』講談社〈講談社コミックス〉全22巻（『週刊少年マガジン』2006年36・37合併号 - 2011年4・5合併号）
- 『ラクゴモン。』講談社〈講談社コミックス〉全2巻（『週刊少年マガジン』2012年49号[2] - 2013年12号）
  - （上）2013年3月15日発売[3]、ISBN 978-4-06-384833-5
  - （下）2013年3月15日発売[4]、ISBN 978-4-06-384836-6
- 『バルセロナの太陽』集英社〈ヤングジャンプ・コミックス〉全4巻（『週刊ヤングジャンプ』2014年13号 - 2015年2号）
- 『ブラザーフッド』Cygames〈サイコミ〉全7巻（『サイコミ』2016年）
- 『落ちこぼれだった兄が実は最強 〜史上最強の勇者は転生し、学園で無自覚に無双する〜』講談社〈シリウスKC〉既刊13巻（『水曜日のシリウス』2021年 - 連載中）
  1. 2022年4月7日発売[5][6]、ISBN 978-4-06-527370-8
  2. 2022年6月9日発売[7]、ISBN 978-4-06-528017-1
  3. 2022年8月8日発売[8]、ISBN 978-4-06-528587-9
  4. 2022年10月7日発売[9]、ISBN 978-4-06-529279-2
  5. 2023年1月6日発売[10]、ISBN 978-4-06-530242-2
  6. 2023年4月7日発売[11]、ISBN 978-4-06-531153-0
  7. 2023年7月7日発売[12]、ISBN 978-4-06-532076-1
  8. 2023年11月9日発売[13]、ISBN 978-4-06-533214-6
  9. 2024年2月8日発売[14]、ISBN 978-4-06-534483-5
  10. 2024年6月7日発売[15]、ISBN 978-4-06-535446-9
  11. 2024年10月8日発売[16]、ISBN 978-4-06-537004-9
  12. 2025年3月7日発売[17]、ISBN 978-4-06-538350-6
  13. 2025年7月9日発売[18]、ISBN 978-4-06-539685-8
- 『いいご身分だな、俺にくれよ 〜下剋上貴族の異世界ハーレム戦記〜』マッグガーデン〈マッグガーデンコミック Beat'sシリーズ〉既刊1巻（『MAGCOMI』2024年 - 連載中）
  1. 2024年5月14日発売[19][20]、ISBN 978-4-8000-1453-5

## 師匠
- 日向武史
- 和月伸宏